# Darling chérie
Pour les articles homonymes, voir Darling.
Pour plus de détails, voir Fiche technique et Distribution.
Darling chérie (Darling) est un film britannique réalisé par John Schlesinger, sorti en 1965.

## Synopsis
Diane Scott (Julie Christie) sous une candeur de façade dissimule un égoïsme glaçant l'amenant à séduire différents hommes dont la stature morale (Robert Gold (Dirk Bogarde) en amant mature) ou sociale (Miles Brand (Laurence Harvey) en communicant branché, Cesare della Romita (José Luis de Vilallonga) en noble italien, lui permettent de gagner de l'assurance et de s'élever dans la société.

## Fiche technique
- Titre français : Darling chérie[1]
- Titre original : Darling
- Réalisation : John Schlesinger
- Scénario : Frederic Raphael, Joseph Janni et John Schlesinger
- Production : Joseph Janni et Joseph E. Levine
- Musique : John Dankworth
- Photographie : Kenneth Higgins (en)
- Costumes : Julie Harris
- Montage : Jim Clark
- Pays d'origine :  Royaume-Uni
- Format : Noir et blanc - 1,66:1 - Mono
- Genre : Comédie dramatique
- Durée : 128 minutes
- Date de sortie : Royaume-Uni, 1965 ; France, 7 décembre 1966

## Distribution
- Laurence Harvey (VF : Jacques Thébault) : Miles Brand
- Dirk Bogarde (VF : Roland Ménard) : Robert Gold
- Julie Christie (VF : Michèle Bardollet) : Diana Scott
- José Luis de Vilallonga : Prince Cesare della Romita
- Roland Curram (en) (VF : Michel Roux) : Malcolm
- Basil Henson (en) (VF : Claude D'Yd) : Alec Prosser-Jones
- Helen Lindsay (VF : Nadine Alari) : Felicity Prosser-Jones
- Jean Claudio (VF : Lui-même) : Raoul Maxim
- Hugo Dyson (VF : René Fleur) : Matthew (Walter en VF) Southgate
- Georgina Cookson (VF : Paula Dehelly) : Carlotta Hale
- Alex Scott (VF : Jean-François Laley) : Sean Martin
- Angus McKay (VF : Michel Gudin) : Ivor Dawlish
- Umberto Raho (VF : Jean Michaud) : Palucci
- Ernest Walder (VF : Sady Rebbot) : Kurt
- Brian Moorehead (VF : Pierre Garin) : Leslie Page
- Zakes Mokae (non crédité) : un invité de la soirée française
- Annette Carell : Billie Castiglione

## Appréciation critique
« L'amour, le mariage, la liberté d'action, la conception de la vie, autant de thèmes qui sourdent du film. Mais Schlesinger les illustre plus qu'il n'en actionne la révolution. Il portraitise par légère caricature sans croire très bien à son sujet très sérieux. »

— Hubert Arnault, La Saison cinématographique 67

## Nominations et récompenses
Le film remporte trois Oscars en 1966 :
- Meilleure actrice pour Julie Christie
- Meilleur scénario original pour Frederic Raphael
- Meilleurs costumes pour Julie Harris